# Vittskövle distrikt
Vittskövle distrikt är ett distrikt i Kristianstads kommun och Skåne län. 
Distriktet ligger söder om Kristianstad. 

## Tidigare administrativ tillhörighet
Distriktet inrättades 2016 och utgörs av socknen Vittskövle i Kristianstads kommun.
Området motsvarar den omfattning Vittskövle församling hade vid årsskiftet 1999/2000.